# ستاره بوکی
ستاره بوکی (به چکی: Staré Buky) یک منطقهٔ مسکونی در جمهوری چک است که در منطقه تروتنوف واقع شده‌است.